# NON (漫画家)
NON（のん、1987年1月26日 - ）は、日本の漫画家。女性。血液型はA型。既婚で、夫は『ハレ婚。』の構成担当の手塚だい。佐賀県出身。埼玉県立久喜北陽高等学校、日本デザイナー学院卒業。
漫画家になる前はアイドルとして活動しており、ラインプロダクツに所属していた。

## 来歴
「小学1、2年生くらいのときに公園で『ダイの大冒険』を拾った」ことにより、漫画と出会う。専門学校時代に、スカウトされ、アイドルの道へ。2年弱の活動だったが、「いろんな女の子がいたので面白かった」として当時を振り返る。自身は活動に熱心ではなく「グラドルやってマンガ描いてたら、売れる」と一歩引いた目線でいたという。
集英社第72回ヤングジャンプ月例MANGAグランプリにて『デリバリーシンデレラ』が準優秀賞を受賞。
読み切り掲載などを経て、集英社『週刊ヤングジャンプ』にて、2010年6号より2012年30号まで『デリバリーシンデレラ』を連載。

## 作品リスト

### 連載
- デリバリーシンデレラ（『週刊ヤングジャンプ』2010年6号[7] - 2012年30号）
- ハレ婚。（『週刊ヤングマガジン』2014年30号[8] - 2019年29号）
  - ハレ婚。おかわり！（『週刊ヤングマガジン』2022年7号[9] - 2022年16号[10]） - 短期集中連載[9]。『ハレ婚。』20巻に収録。
- adabana-従花-（『グランドジャンプ』2020年8号[11] - 2021年14号[12]）
- Children’s Project ‐チルドレンズプロジェクト‐（原案：神田沙也加、『FODオリジナルコミック』2021年6月16日[13] - ）
- POLE STAR（『モーニング』2024年12号[14] - 連載中）

### 読み切り
- BENI 〜くのいち2250〜（『ミラクルジャンプ』No.3[15]）
- フーコの黄色い靴（『週刊ヤングジャンプ』2013年45号[16]）
- ボクの天使ちゃん（『ヤングガンガン』No.04[17]）
- デリバリーシンデレラ-Repeat-（『グランドジャンプめちゃ』2017年[18]）
- 海町猫道中（『モーニング』2024年12号[19]） - 「猫漫画フェス」作品[20]。

### 書籍
- 『デリバリーシンデレラ』、集英社〈ヤングジャンプ コミックス〉2010年 - 2012年、全11巻
- 『ハレ婚。』、講談社〈ヤンマガKC〉2014年 - 2022年、全20巻
- 『adabana-従花-』、集英社〈ヤングジャンプ コミックス〉2020年 - 2021年、全3巻
  - （上巻）2020年8月19日発売[21][22]、ISBN 978-4-08-891634-7
  - （中巻）2021年1月19日発売[23]、ISBN 978-4-08-891772-6
  - （下巻）2021年7月16日発売[24]、ISBN 978-4-08-892022-1
- 『POLE STAR』、講談社〈モーニングKC〉2024年 - 、既刊4巻（2025年5月22日現在）
  1. 2024年7月23日発売[25][26]、ISBN 978-4-06-536331-7
  2. 2024年10月22日発売[27]、ISBN 978-4-06-537192-3
  3. 2025年2月21日発売[28]、ISBN 978-4-06-538476-3
  4. 2025年5月22日発売[29]、ISBN 978-4-06-539532-5

## インタビュー
- 週刊SPA!「文化堂本舗 大人気・風俗嬢漫画の作者は実はこんなに美人だった!」 2011年1月25日号（2011年1月18日発売）
- 家、ついて行ってイイですか?（2021年8月25日放送分[30]）